# Prins Faisal bin Fahdstadion
Het Prins Faisal bin Fahdstadion (Arabisch:ملعب الأمير فيصل بن فهد) is een multifunctioneel stadion in Riyad, de hoofdstad van Saoedi-Arabië. In het stadion is plaats voor 28.000 toeschouwers. Het werd geopend in 1971. 
Het stadion wordt vooral gebruikt voor voetbalwedstrijden, de voetbalclubs Al-Hilal, Al-Nassr en Al Shabab maken of maakten gebruik van dit stadion. In 2012 werden enkele wedstrijden voor de AFC Champions League gespeeld in dit stadion. In 2014 werden hier wedstrijden gespeeld voor de Golf Cup of Nations 2014, dat toernooi was van 13 tot en met 26 november 2014 in Saoedi-Arabië. Er werden zes groepswedstrijden afgewerkt.